# Jeleni Stawek
Jeleni Stawek (słow. Jelenie pliesko) – mały stawek znajdujący się w Dolinie Kaczej, w słowackiej części Tatr Wysokich. Jeleni Stawek nie jest pomierzony, nie prowadzą do niego żadne znakowane szlaki turystyczne.
Jeleni Stawek jest jednym z trzech stawów znajdujących się w Dolinie Kaczej, jest spośród nich najmniejszy i najbardziej wysunięty na północ. Leży na tarasie nazywanym Jelenią Łąką (Jelenia lúka), około 200 m na północny zachód od największego zbiornika wodnego doliny – Zielonego Stawu Kaczego. Nieco na wschód od Jeleniego Stawku przepływa Kaczy Potok wypływający z Zielonego Stawu Kaczego.
W okolicy stawu położona była koleba (dziś zniszczona), którą urządził w 1948 r. taternik z Zakopanego, Paweł Vogel – przyniesiono tam nawet piecyk, dzięki czemu przez cały rok możliwe w niej było schronienie dla kilku osób. Żartobliwie kolebę nazywano „Hotel Vogel”.